# اروس داکاج
اروس داکاج (انگلیسی: Eros Dacaj؛ زادهٔ ۹ سپتامبر ۱۹۹۶) بازیکن فوتبال است.
از باشگاه‌هایی که در آن بازی کرده‌است می‌توان به باشگاه فوتبال آینتراخت برانشوایگ اشاره کرد.